# Lygosoma angeli
Espèce
Synonymes
- Riopa angeli Smith, 1937

Lygosoma angeli est une espèce de sauriens de la famille des Scincidae.

## Répartition
Cette espèce se rencontre au Viêt Nam, en Thaïlande et au Laos.

## Étymologie
Cette espèce est nommée en l'honneur de Fernand Angel.

## Publication originale
- Smith, 1937 : A review of the genus Lygosoma (Scincidae: Reptilia) and its allies. Records of the Indian Museum, vol. 39, no 3, p. 213-234.